# A Pior Banda do Mundo
A Pior Banda do Mundo é uma banda desenhada da autoria de José Carlos Fernandes. Actualmente conta com seis volumes editados, aos quais o autor anunciou que se hão de juntar, pelo menos, mais três.
Nas edições de 2002 e 2003 do Festival de Amadora, A Pior Banda do Mundo ganhou o prêmio de Melhor Álbum Nacional.

## Volumes
- Volume 1: O Quiosque da Utopia
- Volume 2: O Museu Nacional do Acessório e do Irrelevante
- Volume 3: As Ruínas de Babel
- Volume 4: A Grande Enciclopédia do Conhecimento Obsoleto
- Volume 5: O Depósito dos Refugos Postais
- Volume 6: Os Arquivos do Prodigioso e do Paranormal